# Gabriel de Musis
Gabriel de Musis (zm. 1356) – notariusz z Piacenzy, kronikarz, autor Istoria de morbo sive mortalitate que fuit de 1348, stanowiących źródło dla poznania epidemii czarnej śmierci, panującej w Europie od 1347.